# یانیس ماریا ویلسون
یانیس ماریا ویلسون (نروژی: Janis Maria Wilson؛ زادهٔ ۲۲ مارس ۱۹۸۵) مدل و بازیگر اهل نروژ است.
از فیلم‌ها یا مجموعه‌های تلویزیونی که وی در آن‌ها نقش داشته‌است، می‌توان به لیلیهامر اشاره نمود.